# 新北市立圖書館板橋江子翠分館
新北市立圖書館板橋江子翠分館為中華民國(臺灣)新北市立圖書館的一所分館，原為新北市立圖書館總館。總館於2015年搬遷至板橋區貴興路139號後，現址更名為新北市立圖書館板橋江子翠分館，位於新北市藝文中心（原臺北縣立文化中心）旁、新北市議會後方。

## 歷史

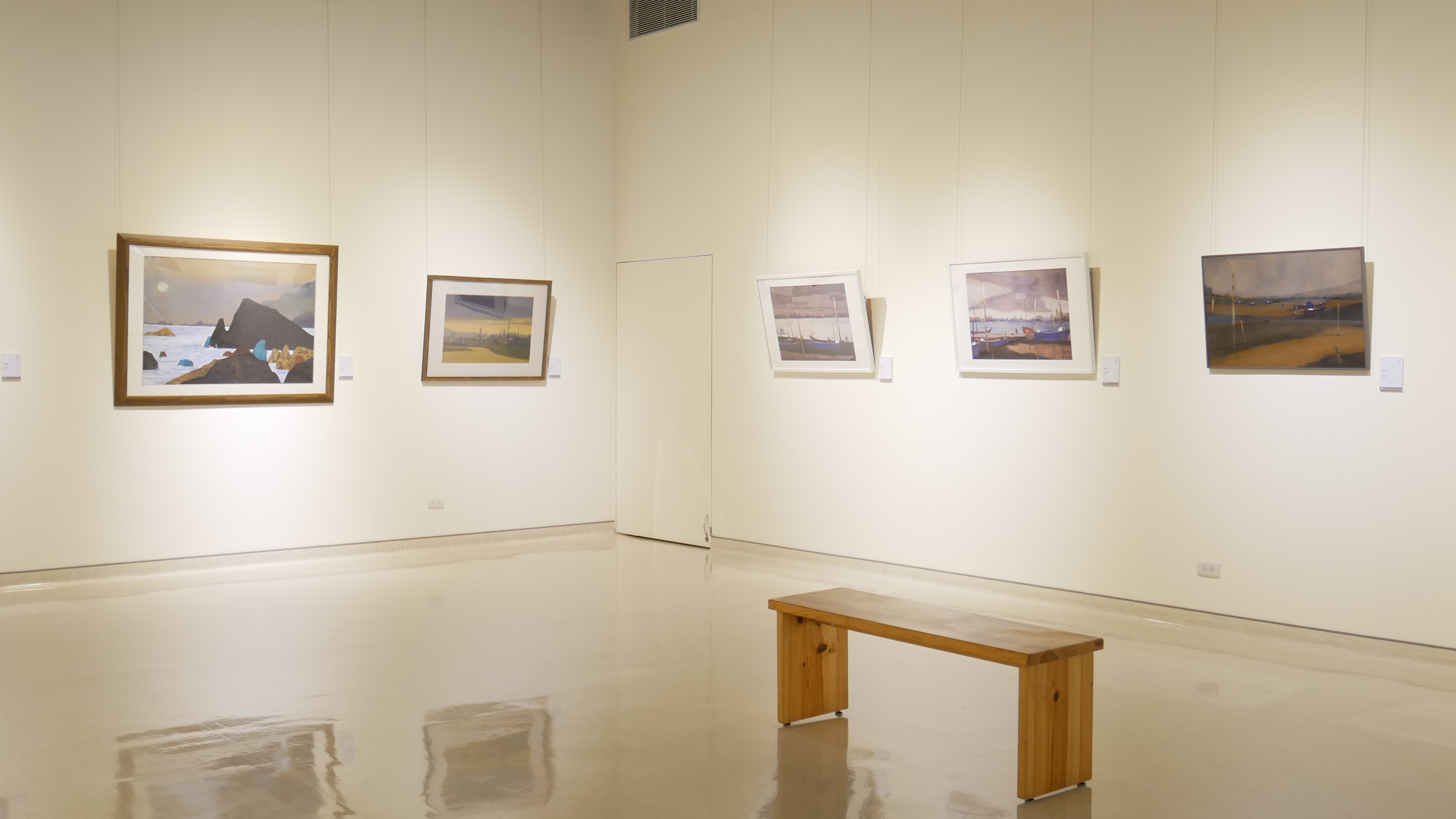
第二展覽室

1979年，為配合政府推動十二項建設及教育部「建立縣市文化中心計畫」，成立「臺北縣立文化中心籌備處」，選定板橋市莊敬路62號，由高而潘建築師規劃設計，1983年正式啟用。由於文化中心的落成啟用，原縣立圖書館業務移由文化中心負責，縣級圖書館的發展也步入轉型期。
2000年1月以任務編組成立臺北縣立圖書館籌備處。當時基於圖書館乃為社會教育機構，其有關業務改由教育局管理，並商請泰山國中教師何文慶擔任籌備處主任。後將圖書館業務於2000年8月移交文化局管理。《臺北縣立圖書館組織規程》亦於2004年8月18日經臺北縣政府法規委員會審議通過，2004年11月8日經縣長發布，刊登於臺北縣政府公報冬字第七期，2005年1月1日生效，並於1月2日舉行揭牌典禮，由代縣長林錫耀親自主持。
2010年12月25日五都改制，臺北縣升格為院轄市，改稱新北市，原臺北縣立圖書館更名為「新北市立圖書館」，並將板橋區莊敬路62號訂為總館。總館於2015年5月10日正式搬遷至板橋區貴興路139號，原總館舊址亦更名為新北市立圖書館板橋江子翠分館。

## 空間改造

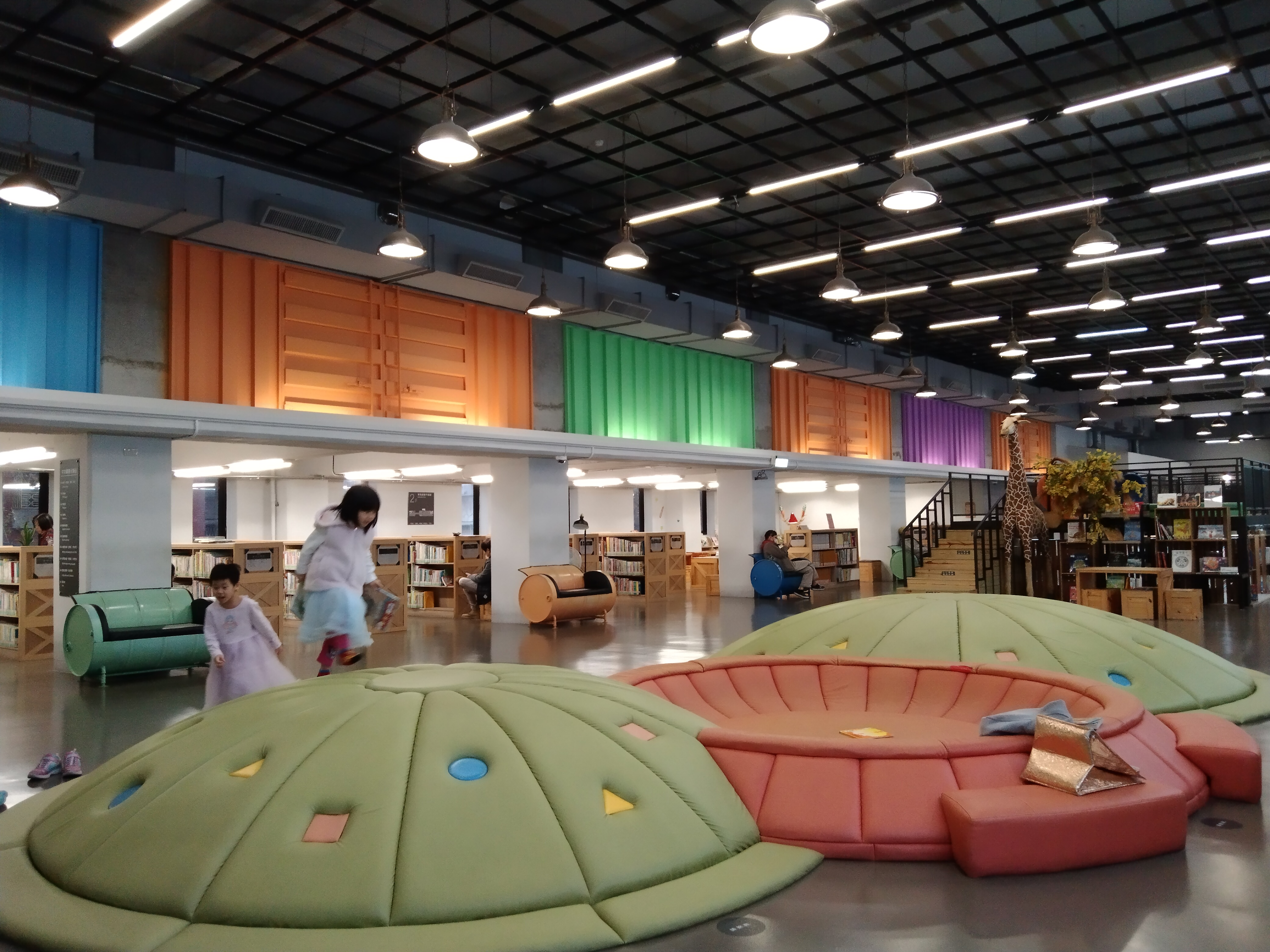
二樓兒童室（整修後）

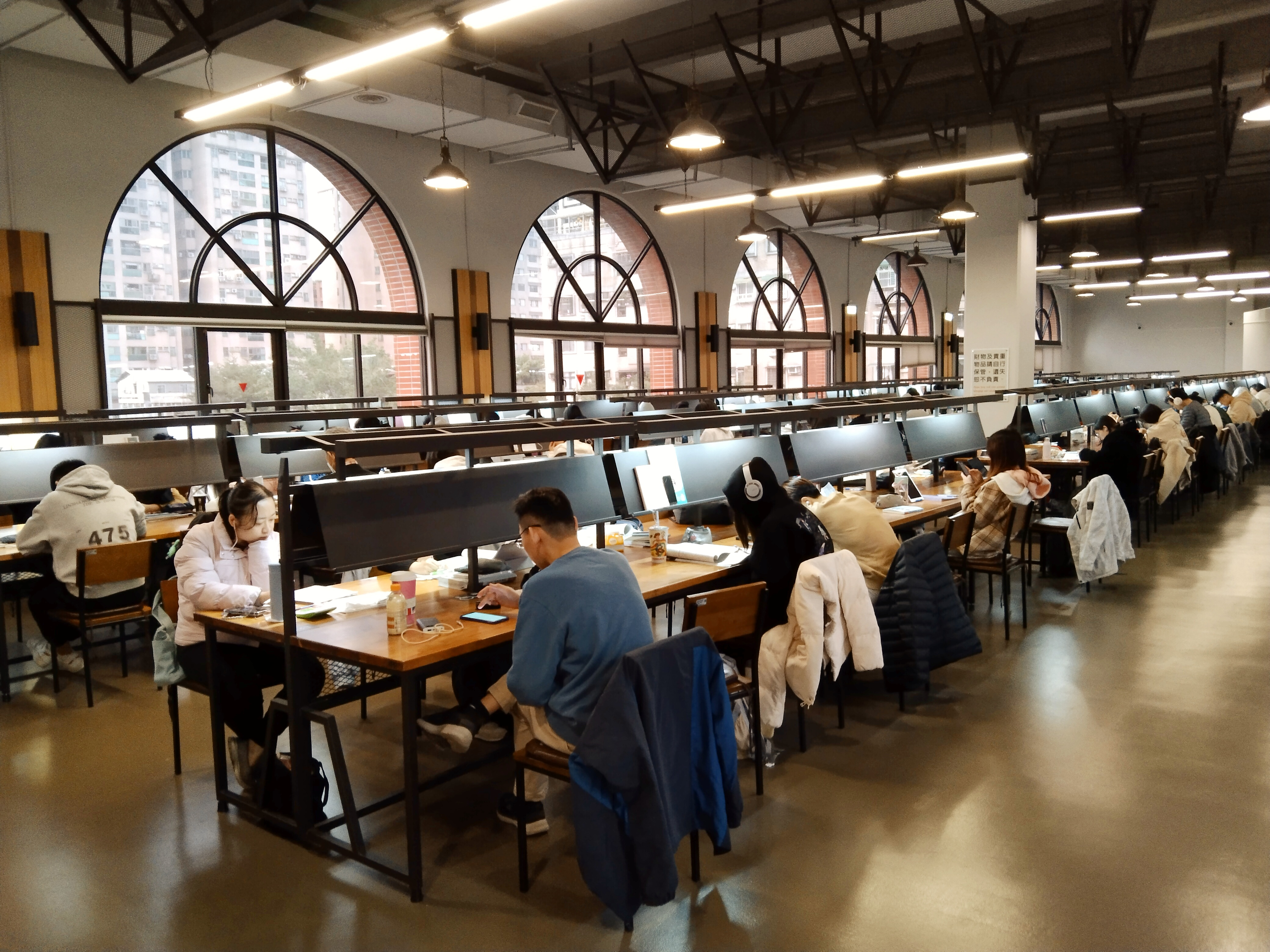
三樓自修閱覽空間（整修後）

江子翠分館成立後，考量建築物歷經三十多年歲月，於2017年1月開始進行空間改造，為搭配原有建築物挑高結構及外觀設計，本次設計搭配紅磚外觀及大片的復古圓拱窗，建築本身即是藝術，整體以舊倉庫意象作為主視覺設計空間，3樓以桁架、紅磚、復舊為主要元素，2樓延續3樓舊倉庫意象以貨櫃、棧板為主要元素，展現「視覺藝術」，表現生活美學及現代網路資訊之時代性，歷經近半年的整修，全新面貌於2017年7月15日試營運，7月26日全面對外開放。
重新打造的江子翠分館，除了擴增閱覽席位以及休閒閱讀區之外，空間規劃也更為寬敞舒適，除了保留原有建築的復古圓型拱窗，與紅磚外牆相呼映的結構特色，更融入當紅的工業風，打造復古優雅，彷若「霍格華茲」學院風的三樓自修閱覽空間；二樓兒童室則以彩色貨櫃、橋樑棧板等設計，製造許多新的驚喜，提供孩子一個可以躺、可以坐、可以爬的知識遊樂空間，讓每個孩子都可以用最舒服、自在的姿勢在每個角落裡盡情享受閱讀的樂趣。

## 獎項
- 2021年，板橋江子翠分館以「城市生活的Magic閱讀」為主題，榮獲教育部「110年度國民中小學推動閱讀績優學校、團體及個人評選」閱讀推手團體獎。[3]

## 樓層（不含新北市藝文中心）
- 1樓：還書箱
- 2樓：聯合服務台、兒童閱覽室、網路檢索區、視聽資料區、期刊雜誌區、閱報區、哺集乳室、影印機、外文圖書區、自助借書機
- 3樓：書庫、自修及閱覽區、中廊、新書展示區

## 周遭
位處新北市藝文中心旁。附近設置之蒸汽機車展示館（Steam Locomotive Exhibition House）由新北市藝文中心管理，設有一座「D51型煤水蒸汽火車頭」，是中華民國首輛列為歷史古物的蒸汽火車頭。

## 交通

### 公車
- 新北市議會站/ 江翠國中：【245】【264】【310】【656】【657】【657延】【701】【793】【藍17】【藍33】

下車後步行約6分鐘
- 雙十路：［231］［藍31］［藍31華江］［藍33］

下車後步行約8分鐘
- 中山公園(莊敬路)：［藍33］

下車後步行約5分鐘
- 中山公園|勞工大學：［604］［651］

下車步行約7分鐘

### 自行車
- Youbike新北市藝文中心、新北市藝文中心(文化路二段124巷)

### 捷運
- 板南線
  - 捷運江子翠站：從3號出口出站，沿著文化路二段朝新北市議會方向前行，至文化路二段182巷左轉，續前行至莊敬路口右轉，步行約10分鐘
  - 捷運新埔站：從4號出口出站，沿著文化路二段朝新北市議會方向前行，至文化路二段124巷右轉，續前行至莊敬路口左轉，步行約10分鐘

## 圖集
- 一樓，藝文展覽廳使用。
- 蒸汽機車展示館，位於新北市江翠分館後門。
- 二樓。
- 三樓書庫區。
- 三樓自修區。
- 新北市江子翠演藝廳，原板橋文藝中心。
- 蒸汽機車展示館近照。
- 蒸汽機車展示館。
- 分館後門。

## 外部連結
- 板橋江子翠分館Banqiao Jiangzicui Branch （页面存档备份，存于）
- 新北市藝文中心 （页面存档备份，存于）